# Fundura
Fundura est une localité de l'île de Santiago au Cap-Vert.

## Description
Fundura fait partie de la municipalité de Santa Catarina. 
Il est situé à environ 8 km au nord d'Assomada, sur la route nationale EN1-ST01 (Praia - São Domingos - João Teves - Assomada - Tarrafal) et sur la EN3-ST18 (Fundura - Ribeira da Barca).

## Subdivisions
- Achada Baixo
- Achada Belbel
- Cavaleiro
- Chão de Lagoa
- Mato Fundura
- Pizarra
- Sarradona
- Taberna

## Population
Au recensement de 2010, la localité comptait 1 070 habitants.